# Llista de topònims de Fillols
Llista de topònims (noms propis de lloc) de Fillols (Conflent).
Informació actualitzada per un bot. Els canvis manuals es perdran quan s'actualitzi!

## collada
| imatge | Nom              | Ubicat a       | instància de | Detalls | coordenades                                                     | Protecció | Commons (més fotos) | Dades a WD                    |
| ------ | ---------------- | -------------- | ------------ | ------- | --------------------------------------------------------------- | --------- | ------------------- | ----------------------------- |
|        | Coll de Juell    | Fillols Vernet | collada      |         | 42° 33′ 13″ N, 2° 24′ 44″ E / 42.553633°N,2.412356°E 897.5 msnm |           |                     | Modifica les dades a Wikidata |
|        | Coll de la Truja | Fillols Vernet | collada      |         | 42° 33′ 18″ N, 2° 24′ 10″ E / 42.555022°N,2.402683°E 869.2 msnm |           |                     | Modifica les dades a Wikidata |

## església
| imatge | Nom                   | Ubicat a | instància de          | Detalls                      | coordenades                                                        | Protecció                     | Commons (més fotos)            | Dades a WD                    |
| ------ | --------------------- | -------- | --------------------- | ---------------------------- | ------------------------------------------------------------------ | ----------------------------- | ------------------------------ | ----------------------------- |
|        | Sant Feliu de Fillols | Fillols  | església Ús: església | Estil: arquitectura romànica | 42° 33′ 41″ N, 2° 24′ 31″ E / 42.5613°N,2.40868°E 750.2 msnm       | monument històric catalogat   | Église Saint-Félix de Fillols  | Modifica les dades a Wikidata |
|        | Sant Pere de Fillols  | Fillols  | església Ús: església | Estil: arquitectura romànica | 42° 33′ 49″ N, 2° 24′ 29″ E / 42.563694444444°N,2.408°E 773.4 msnm | monument històric inventariat | Église Saint-Pierre de Fillols | Modifica les dades a Wikidata |

## muntanya
| imatge | Nom                | Ubicat a                | instància de | Detalls | coordenades                                                      | Protecció | Commons (més fotos) | Dades a WD                    |
| ------ | ------------------ | ----------------------- | ------------ | ------- | ---------------------------------------------------------------- | --------- | ------------------- | ----------------------------- |
|        | Pic Cogulló        | Vernet Fillols          | muntanya     |         | 42° 33′ 00″ N, 2° 25′ 33″ E / 42.550003°N,2.425742°E 1467.5 msnm |           |                     | Modifica les dades a Wikidata |
|        | Pic de la Castella | Fillols Taurinyà Vernet | muntanya     |         | 42° 31′ 59″ N, 2° 27′ 07″ E / 42.532933°N,2.451958°E 2346.1 msnm |           |                     | Modifica les dades a Wikidata |
|        | Pic dels Pradells  | Fillols Taurinyà        | muntanya     |         | 42° 32′ 40″ N, 2° 26′ 00″ E / 42.544456°N,2.433283°E 1705 msnm   |           |                     | Modifica les dades a Wikidata |

## port de muntanya
| imatge | Nom                | Ubicat a         | instància de     | Detalls | coordenades                                                      | Protecció | Commons (més fotos) | Dades a WD                    |
| ------ | ------------------ | ---------------- | ---------------- | ------- | ---------------------------------------------------------------- | --------- | ------------------- | ----------------------------- |
|        | Coll Vell          | Fillols Vernet   | port de muntanya |         | 42° 33′ 24″ N, 2° 24′ 00″ E / 42.556633°N,2.399886°E 843.3 msnm  |           |                     | Modifica les dades a Wikidata |
|        | Coll de Fillols    | Fillols Taurinyà | port de muntanya |         | 42° 34′ 33″ N, 2° 24′ 51″ E / 42.575847°N,2.414047°E 797.4 msnm  |           |                     | Modifica les dades a Wikidata |
|        | Coll de Milleres   | Taurinyà Fillols | port de muntanya |         | 42° 33′ 58″ N, 2° 25′ 12″ E / 42.566056°N,2.420025°E 842.6 msnm  |           |                     | Modifica les dades a Wikidata |
|        | Coll de les Voltes | Fillols Taurinyà | port de muntanya |         | 42° 32′ 48″ N, 2° 27′ 00″ E / 42.546658°N,2.450125°E 1831.2 msnm |           |                     | Modifica les dades a Wikidata |
|        | Collet Verd        | Fillols Vernet   | port de muntanya |         | 42° 32′ 55″ N, 2° 25′ 40″ E / 42.548664°N,2.427678°E 1492 msnm   |           |                     | Modifica les dades a Wikidata |

## Misc
| imatge | Nom                        | Ubicat a                     | instància de                          | Detalls                      | coordenades | Protecció | Commons (més fotos)                        | Dades a WD                    |
| ------ | -------------------------- | ---------------------------- | ------------------------------------- | ---------------------------- | --- | --------- | ------------------------------------------ | ----------------------------- |
|        | Bosc Comunal de Fillols    | Fillols                      | bosc comunal                          | Superfície: 0.14km²          | 42° 34′ 02″ N, 2° 24′ 16″ E / 42.567222222222°N,2.4044444444444°E                                                                   |           |                                            | Modifica les dades a Wikidata |
|        | Ribera de Fillols          | Cornellà de Conflent Fillols | curs d'aigua                          | Desemboca: Cadí Llarg: 8.8km | 42° 32′ 46″ N, 2° 26′ 39″ E / 42.54600833333333°N,2.4440444444444447°E 42° 34′ 18″ N, 2° 22′ 31″ E / 42.57158055555555°N,2.375175°E |           |                                            | Modifica les dades a Wikidata |
|        | casa de la vila de Fillols | Fillols                      | instal·lació Ús: seu del govern local |                              | 42° 33′ 39″ N, 2° 24′ 36″ E / 42.5608128699883°N,2.40997271633901°E fr:66820 FILLOLS                                                |           | Town hall of Fillols (Pyrénées-Orientales) | Modifica les dades a Wikidata |